# Metioche bolivari
Metioche bolivari är en insektsart som beskrevs av Lucien Chopard 1968. Metioche bolivari ingår i släktet Metioche och familjen syrsor. Inga underarter finns listade i Catalogue of Life.